# Ben Davis (musicien)
Pour les articles homonymes, voir Ben Davis et Davis.
Ben Davis (1900-1987) est un saxophoniste anglais, un homme d'affaires et un auteur.
Il représente la branche anglaise de la firme d'instruments de musique Selmer.